# Via Terra Group
Via Terra Group (cunoscută înainte ca Via Terra Spedition) este o companie de transport feroviar din România.
Compania a fost înființată în iunie 2001 și este singura companie privată din Transilvania care deține garnituri de tren și asigură transport de marfă.
Directorul comercial al companiei este Anca Tulbure, nepoata lui Vasile Tulbure, directorul general al CFR Marfă.
Număr de angajați în 2009: 250
Cifra de afaceri:
- 2008: 7,9 milioane euro[3]
- 2007: 7,5 milioane euro[3]